# Cầu diệp xinh
Cầu diệp xinh hay lan lọng xinh, lan củ dây, mạch hộc (danh pháp hai phần: Bulbophyllum concinnum) là một loài phong lan thuộc chi Bulbophyllum.